# Alireza Abbassi

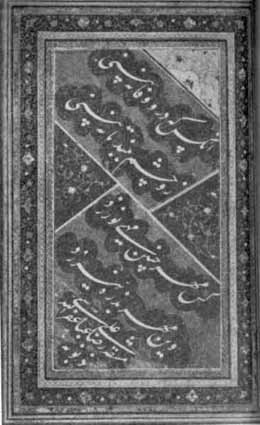
Eine Tschalipa von Alireza Abbassi aus dem 17. Jahrhundert

Alireza Abbassi Tabrizi (anhörenⓘ persisch علیرضا عباسی تبریزی, æliɾɛzɑ æbbɑsi jɛ tæbɾizi) war ein iranischer Kalligraf und Kalligrafielehrer. Abbas I. titulierte ihn als Šāhnavāz Xān. Abbassi war Meister der Naschī- und Thuluth-Schriften und Urheber einer eigenen Nastaliq-Schrift. Zudem war er Experte diverser anderer Schriften, wie Muhaqqaq, Reqa, Rejhan, Tauqi und Taliq.

## Jugend
Alireza Abbassi begann in Täbris als Lehrling von Mohammad Hosseyn Tabrizi und Ala Beyk. Abbassi erlangte hervorragende Thuluth- und Nasch-Schrift-Kenntnisse. Nachdem die Osmanen Täbris in der Ära Mohammad Chodābandes besetzt hatten, verließ Abbassi die Stadt und ging nach Qazvin, der Hauptstadt der Safawiden. Dort wohnte er in der Freitagsmoschee von Qazvin. Er beschäftigte sich als Kalligraf und vervollständigte einige Teile der Inschriften der Moschee sowie einige Koranexemplare. Durch die Arbeiten an der Freitagsmoschee von Qazvin wurde er berühmt. In den ersten Jahren der Herrschaft Abbas I. stand er im Dienst Sardar Farhad Chans, eines bedeutenden Sardars der Safawiden, dessen Würde und Rang unter Abbas I. gehörig zunahm. Als Sardar Farhad in Alireza Abbassi einen fähigen Künstler fand, ernannte er ihn zu seinem persönlichen Begleiter, der ihn nach Chorasan und Māzandarān begleitete.

## Am Hof der Safawiden
Alireza Abbassis Ruhm stieg. Am 1. Juli 1593 wurde Abbassi Vertrauter des Königs. Einigen Kalligrafen, wie Mohammad Reza Emami, Mohammed Saleh Isfahani und Abd al-Baqi Tabrizi trug er auf, Abbassi die Thuluth-Schrift zu lehren.
Das Todesdatum Alireza Abbassis ist unbekannt, wird aber um das Ende der Ära Safi I. vermutet.